# Jurkova Voľa
Jurkova Voľa (rusínsky Юркова Воля/Jurkowa Wolja) je obec na Slovensku v okrese Svidník. Nachází se v Nízkých Beskydech v Ondavské vrchovině, v údolí potoka Rusinec, pravého přítoku Ondavy. Žije zde 84 obyvatel.

## Historie
Jurkova Voľa je poprvé písemně zmíněna v roce 1600 jako Vollia Stredni Szuidnicze, další historická jména jsou Jurkowolia, Jurkowauolya (1618), Jurko Volya (1773), Jurko-Wolya (1786) a Jurkowa Wola (1808). Obec byla v panství Makovica. V letech 1713 a 1714 byla obec zcela pustá.
V roce 1787 měla obec 40 domů a 262 obyvatel. V roce 1828 zde bylo 41 domů a 329 obyvatel zaměstnaných jako pastýři, rolníci a chovatelé dobytka. Během zimní bitvy v Karpatech v 1. světové válce ( na přelomu let 1914/1915) byla obec nakrátko obsazena ruskými vojsky.
Při sčítání lidu v roce 2011 žilo v obci 83 obyvatel, z toho 40 Slováků, 32 Rusínů, dva Ukrajinci a jeden Čech. Jeden obyvatel uvedl jinou národnost a sedm obyvatel svou národnost neuvedlo.

## Pamětihodnosti
- Řeckokatolický kostel Narození Přesvaté Bohorodičky z roku 1874, jednolodní neobarokní stavba s polygonálním ukončením presbytáře a představenou věží. Úpravami prošel v roce 1952.[2]
- Lidová sýpka, jednopodlažní jednoprostorová srubová stavba z počátku 20. století.
- Lidový dům, jednopodlažní čtyřprostorová srubová stavba z roku 1925. Objekt má bělené fasády a sedlovou střechu s podlomenicí.[3]
- Pomník 3428 vojákům ruské carské armády a rakousko–uherské armády padlým na okolních bojištích v první světové válce. Pomník z roku 1937 je ve formě obelisku. Obnovou prošel v roce 1980.[4]

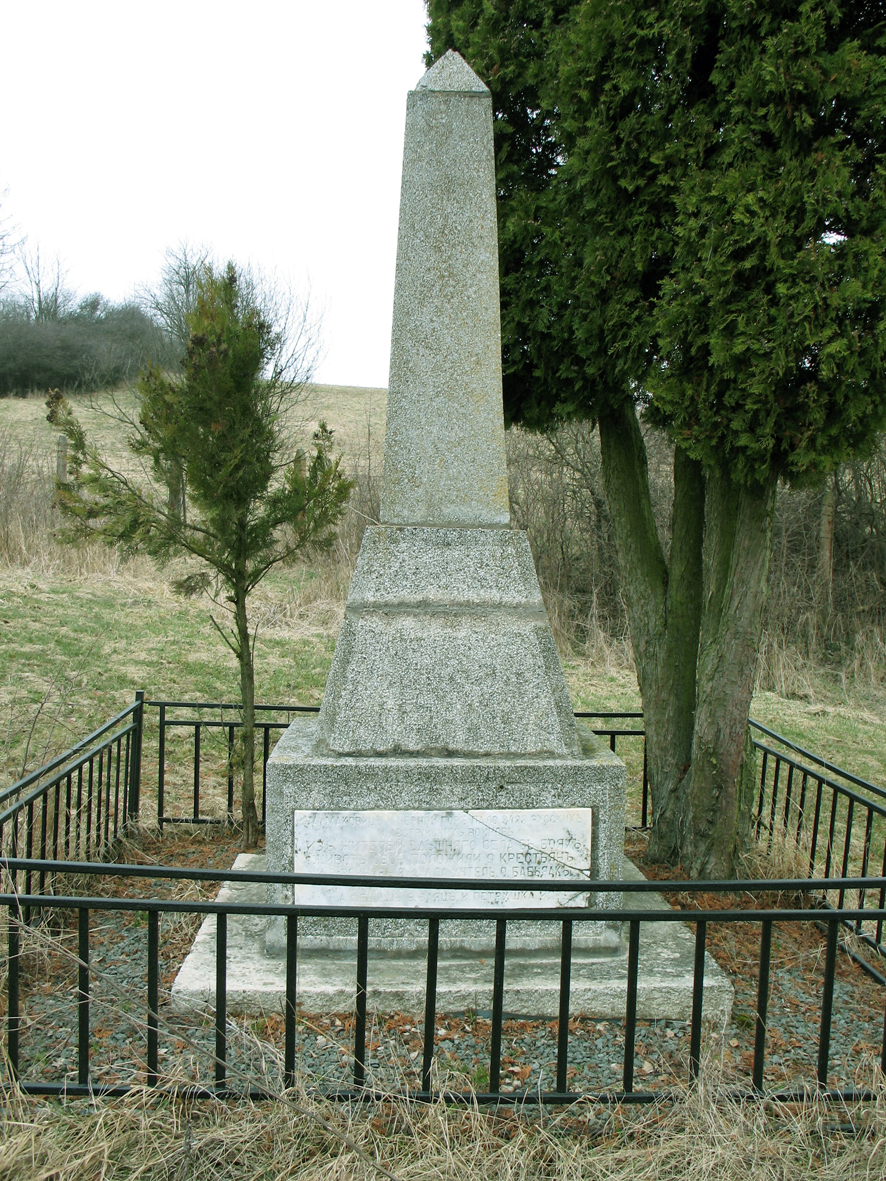
Pomník padlým v 1. světové válce
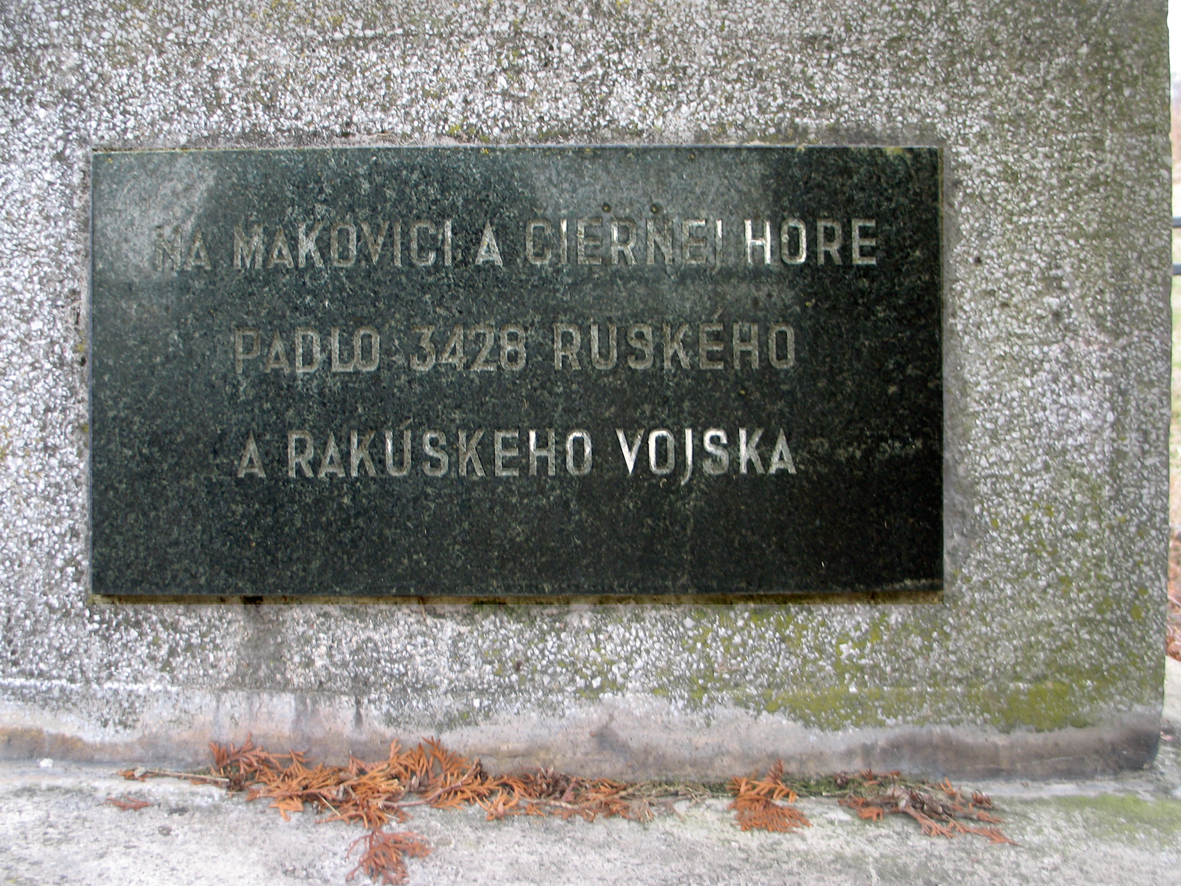
Nápis na pomníku padlých
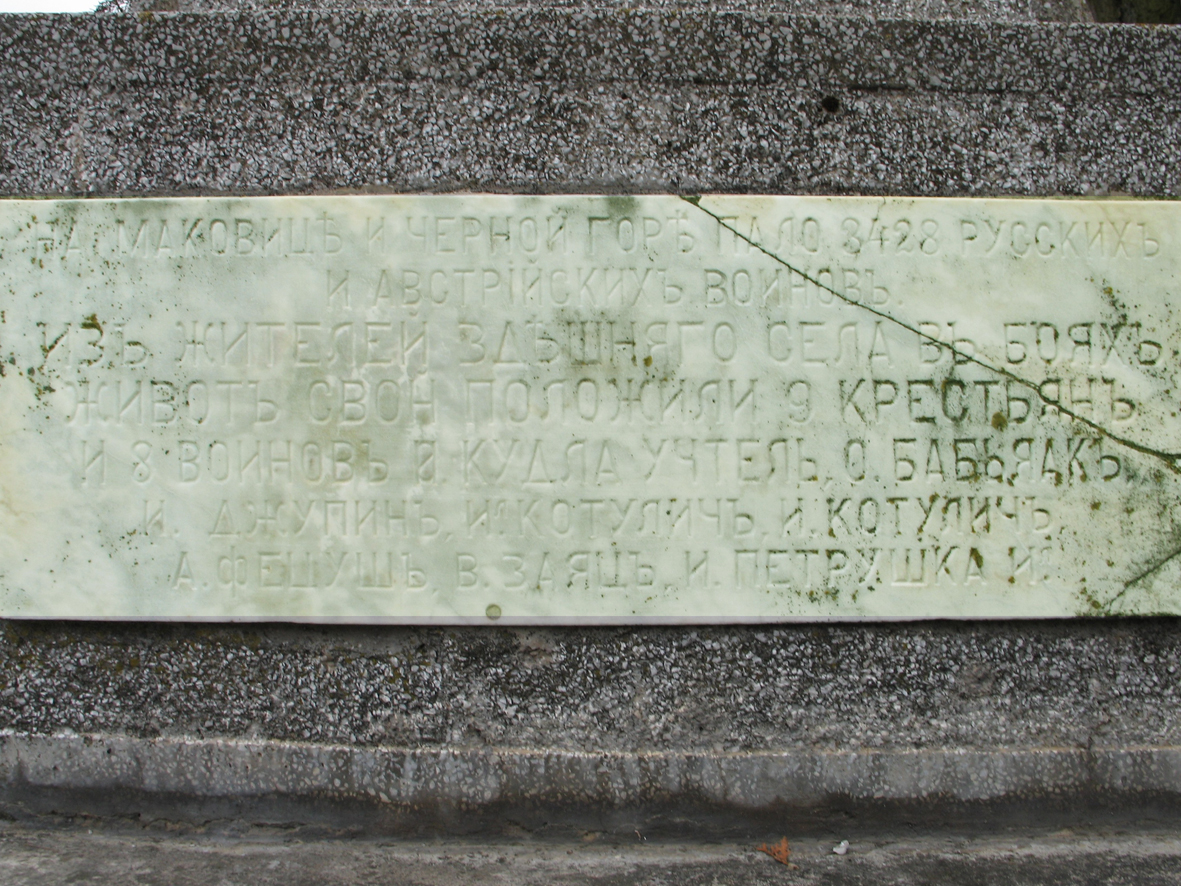
Další nápis na pomníku padlých